# لکهنیوالا
لکهنیوالا (به انگلیسی: Lakhnewala) یک منطقهٔ مسکونی در پاکستان است که در پنجاب واقع شده‌است. لکه‌نیوالا ۲۲۲ متر بالاتر از سطح دریا واقع شده‌است.